# فيلو كيس فولر
فيلو كيس فولر (بالإنجليزية: Philo C. Fuller) (14 أغسطس 1787 بالقرب من مارلبورو ، مقاطعة ميدلسكس ، ماساتشوستس – 16 أغسطس 1855 بالقرب من جنيف ، مقاطعة أونتاريو ، نيويورك ) كان محامًا وسياسيًا أمريكيًا. 

## النشأة
ولد فولر في 14 أغسطس 1787 في مارلبورو ، ماساتشوستس . وكان نجل كل من صموئيل فولر وديليا فولر. خدم في حرب عام 1812. 
تلقى فولر تعليمه في المدارس المشتركة المحلية. درس القانون وتم قبوله في نقابة المحامين ‏ في عام 1813، ومارس المحاماة في جينيسيو ، نيويورك . 

## المهنة
شغل فولر منصب السكرتير الخاص للجنرال ويليام وادزورث من جينيسيو ، نيويورك ومارس المحاماة في ألباني، نيويورك . 
من 1829 إلى 1830، كان عضواً في جمعية ولاية نيويورك ( Livingston Co. ) في المجالس التشريعية ‏ الثانية والخمسين والخامسة والخمسين في ولاية نيويورك ‏. من عام 1831 إلى عام 1832، كان عضواً في مجلس شيوخ ولاية نيويورك، حيث كان يجلس في المجالس التشريعية لولاية نيويورك رقمي ‏ 54 و55 . 
تم انتخاب فولر كمناهض للماسون في كونغرس الولايات المتحدة الثالث والعشرين ‏، وأُعيد انتخابه كجناح مناهض لجاكسون في كونغرس الولايات المتحدة الرابع والعشرين ‏، الذي شغل منصبه من 4 مارس 1833 إلى 2 سبتمبر 1836، عندما استقال، وانتقل إلى أدريان، ميشيغان حيث عمل في مجال البنوك وكان رئيسًا لخطوط السكك الحديدية إيري وكالامازو . 
كان عضوا في مجلس النواب في ميشيغان في عام 1841 وكان رئيسا حتى 3 أبريل عندما استقال بعد أن تم تعيينه مساعدا لمدير مكتب البريد للولايات المتحدة من ‏ قبل الرئيس ويليام هنري هاريسون. في وقت لاحق من ذلك العام، فشل بالترشح كيميني لمنصب حاكم ميتشيغان ‏ . بعد ذلك عاد إلى جينيسيو ، نيويورك . 
في 18 ديسمبر، 1850 ، تم تعيينه مراقبًا لولاية نيويورك ‏، وخدم في الفترة المتبقية من ولاية واشنطن هانت حتى عام 1851. 

## الحياة الشخصية
في أبريل 1817، تزوج من صوفيا نولن (حوالي 1791-1850)، من مواليد كونيتيكت.  أطفالهم كانوا: 
- صامويل لوسيوس فولر (1818-1897) ، شغل منصب سكرتير خاص لتشارلز هـ كارول . [3]
- إدوارد فيلو فولر (1820-1866) ، الذي تزوج من كورنيليا جرانجر كارول (1826-1909) ، ابنة عضو الكونغرس تشارلز هـ. كارول
- جورج أ. فولر (مواليد 1822).

توفي فولر بالقرب من جنيف، نيويورك في 16 أغسطس، 1855. تم دفنه في مقبرة تيمبل هيل في جينيسيو.